# 2 Warszawska Dywizja Pancerna

Godło dywizji

2 Warszawska Dywizja Pancerna (2 DPanc) – wielka jednostka pancerna Polskich Sił Zbrojnych.
Dywizja została sformowana 7 czerwca 1945 w wyniku połączenia jednostek 2 Korpusu Polskiego we Włoszech tj. 2 Brygady Pancernej, 7 pułku artylerii konnej i pułku Ułanów Karpackich oraz jednostek formowanych w Bazie 2 Korpusu Polskiego na południu Włoch w rejonie San Basilio tj. 2 pułku artylerii przeciwlotniczej lekkiej, 2 pułku artylerii przeciwpancernej, saperów, jednostek łączności oraz 16 Brygady Piechoty, 8 (16) pułku artylerii lekkiej). Dowództwo dywizji stacjonowało w Maceracie, w regionie Marche.

## Formowanie i rozmieszczenie dywizji
Po zakończeniu walk o Bolonię 2 Brygada Pancerna ześrodkowana została w rejonie Loreto. Tu dokonano jej reorganizacji i przekształcenia w dywizję.
W lipcu 1945 przegrupowano dywizję na południe od Ankony. Dowództwo dywizji rozlokowano w Maceracie, dowództwo 2 BPanc w Porto Potenza Picena. Jej 1 pułk ułanów Krechowieckich stacjonował w Osimo, 4 ppanc w Potenza Picena oraz w rejonie Montefano, Montecassiano, 6 ppanc w  Recanati. Pułk Ułanów Karpackich stacjonował w Cento di Budrio, a 13 maja 1945 przeszedł do Civitanova Marche i Montecosaro.
Dowództwo 16 Pomorskiej Brygady Piechoty umieszczono w Villa Isabella, a jej poszczególne oddziały w C. Bonaccorsi, San Claudio i C. Spadoni. Dowództwo artylerii dywizyjnej ulokowano w Maceracie, 7 pułk artylerii konnej oraz 16 pułk artylerii lekkiej w Treia i Passo di Treia. Jednostki artylerii przeciwpancernej i przeciwlotniczej pozostały w bazie korpusu i kończyły formowanie. Dopiero 24 lipca w rejon Maceraty przybyły trzy dywizjony z 2 paplot. Saperzy dywizyjni stacjonowali w Capua, oddziały służby zdrowia w rejonie Fontespina-Villa Potenza, oddziały zaopatrywania i transportu w Morrovalle.
2 batalion komandosów zmotoryzowanych po zakończeniu działań wojennych pozostał w okolicach Bolonii. W czerwcu przeszedł do Porto Civitanova i tam przebywał do końca września. Od 1 października nowym miejscem postoju batalionu stały się koszary włoskie w Maceracie. Tam komandosi przebywali aż do końca pobytu we Włoszech.
1 maja 1945 stan osobowy 2 Brygady Pancernej oraz 16 Pomorskiej Brygady Piechoty i 16 pułku artylerii lekkiej wynosił odpowiednio – 3879 i 3430 żołnierzy.
Tego samego dnia na ewidencji obu brygad pozostawało:
- czołgów i dział samobieżnych – 264
- transporterów opancerzonych – 241 (95 i 146)
- samochodów pancernych – 76 (43 i 33)
- samochodów i ciągników – 789 (449 i 340)
- armatohaubic – 24,
- moździerzy – 16 (6 i 10)
- armat przeciwpancernych – 18 (12 i 6)
- armat przeciwlotniczych – 0.

Dywizja całością sił nie wzięła udziału w działaniach wojennych. W pełnym składzie wystąpiła tylko raz. W dniu 17 sierpnia 1945 na lotnisku pod Loreto odbyła się defilada wszystkich jednostek dywizji z etatowym uzbrojeniem i wyposażeniem przed żegnającym się z wojskami dowódcą 15 Grupy Armii marszałkiem Haroldem Alexandrem. Prawdopodobnie tego samego dnia dywizja otrzymała sztandar ufundowany przez Związek Byłych Wojskowych i Obrońców Ojczyzny w Argentynie.
W połowie 1946 wszystkie jednostki dywizji, po zdaniu etatowego uzbrojenia i wyposażenia, zostały przetransportowane do Wielkiej Brytanii, rozlokowane w okolicach m. York i włączone w struktury Polskiego Korpusu Przysposobienia i Rozmieszczenia z zachowaniem numeracji i nazewnictwa jednostek. W 1947 roku większość oddziałów i pododdziałów dywizji została rozformowana. W październiku 1948 roku rozformowany został 2 Szwadron Żandarmerii.

## Struktura organizacyjna dywizji

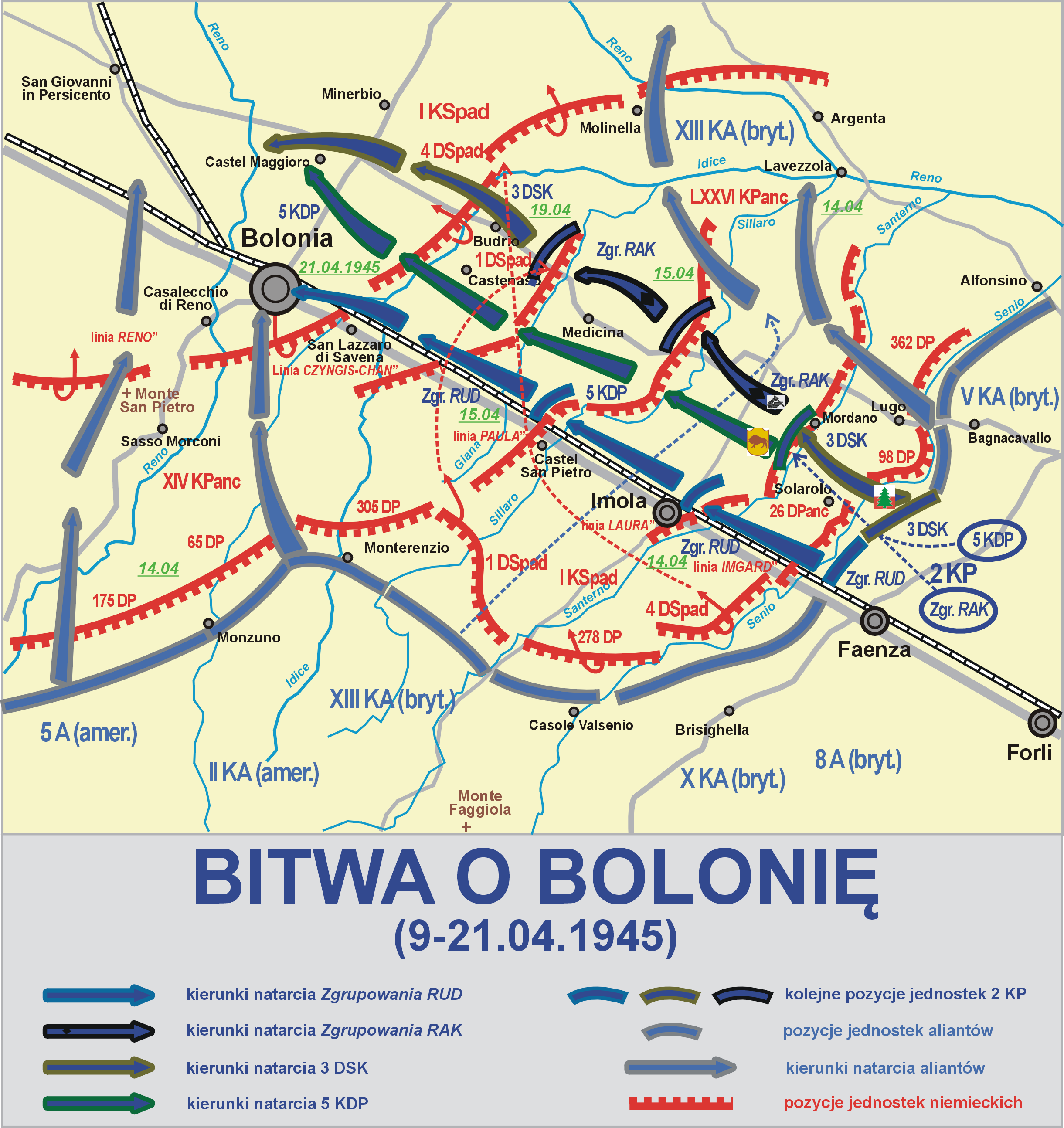
Udział jednostek dywizji w składzie 2 KP w bitwie o Bolonię

Kwatera Główna 2 Warszawskiej Dywizji Pancernej (Divisional Headquarters)
- szwadron sztabowy
- 2 Brygada Pancerna (2nd Polish Armoured Brigade)
- 16 Pomorska Brygada Piechoty
- Artyleria dywizyjna
  - Kwatera Główna Artylerii Dywizyjnej (Headquarters Armoured Divisional Artillery)
  - bateria dowodzenia
  - 7 pułk artylerii konnej (7th Horse Artillery Regiment)
  - 8 (16) Pomorski pułk artylerii lekkiej (16th Field Artillery Regiment)
  - 2 pułk artylerii przeciwpancernej (2nd Anti-Tank Regiment)
  - 2 pułk artylerii przeciwlotniczej lekkiej (2nd Light Anti-Aircraft Regiment)

- pułk Ułanów Karpackich (pancerny pułk rozpoznawczy – Armoured Reconnaissance Regiment)
- 2 batalion saperów (2nd Polish Engineer Battalion)
- 2 batalion łączności (2nd Signals Battalion)
  - zastępca dowódcy – kpt. Maciej Zajączkowski
- Oddziały zaopatrywania
  - 9 kompania zaopatrywania
  - 19 kompania zaopatrywania
  - 28 kompania zaopatrywania

- Oddziały warsztatowe
  - 9 kompania warsztatowa
  - 16 kompania warsztatowa

- Oddziały sanitarne
  - 9 lekka kompania sanitarna
  - 2 polowa stacja opatrunkowa
  - 343 sekcja przeciwmalaryczna

- 2 szwadron żandarmerii (2nd Armoured Division Provost Company)
  - dowódca – por. Antoni Niewęgłowski
  - dowódca – kpt. Ostrowicki (Erazm Ostrawidzki)
  - dowódca – por. Henryk Kidacki

- 9 wysunięty szwadron czołgów zapasowych
- drużyna wywiadu obronnego
- sąd polowy
- pluton opieki nad żołnierzem
- kasa polowa
- poczta polowa

## Obsada personalna dowództwa
- dowódca dywizji – gen. bryg. Bronisław Rakowski (1945-1947)
- zastępca dowódcy dywizji:

płk Jan Monwid-Olechnowicz (1945)
płk Franciszek Skibiński (21 VIII 1945 – 1947)
- dowódca artylerii dywizyjnej – płk Jan Świerczyński[4]
- dowódca żandarmerii – ppłk Edward Czuruk
- szef oświaty – ppłk dypl. Antoni Jakubski
- szef służby duszpasterskiej wyznania rzymsko-katolickiego – st. kpl. ks. Henryk Czorny

## Symbole dywizji
Sztandar

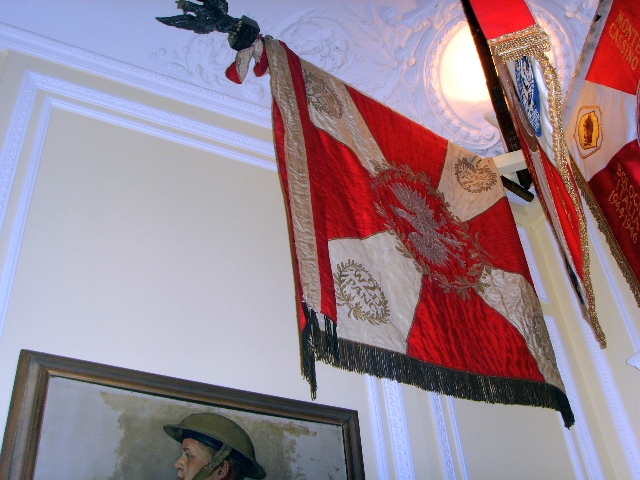
Sztandar w Instytucie im. gen. Sikorskiego w Londynie

Sztandar ufundowany przez Związek Byłych Wojskowych i Obrońców Ojczyzny w Argentynie w 1942 roku był przeznaczony dla jednego z oddziałów polskich walczących na Zachodzie. Przysłany w 1944 roku miał być wręczony 2 Samodzielnej Brygadzie Pancernej. Ostatecznie sztandar został przekazany 2 Warszawskiej Dywizji Pancernej prawdopodobnie 15 sierpnia 1945 roku podczas defilady w Loreto.
Sztandar został wykonany zgodnie z przepisami, ale pozostawiono miejsca na numery lub inicjały jednostki oraz wizerunki związane z jej tradycjami. Po ustaleniu, uzupełniono stronę główną napisem: "2 WDPanc". Na lewej stronie płatu sztandaru widnieje:
- w prawym górnym rogu płata – znak 8 Armii
- w lewym górnym rogu – wizerunek Matki Boskiej Loretańskiej
- w prawym dolnym rogu – ramię pancerne
- w lewym dolnym rogu – syrena (godło 2 Korpusu)

Na prawej stronie płatu sztandaru, na białych tarczach w czterech rogach w wieńcach z wawrzynu – "W2D/Panc." Sztandar znajduje się w Instytucie Polskim i Muzeum im. gen. Sikorskiego. 17 września 1967 dekorowany został orderem Virtuti Militari V klasy.
Odznaka pamiątkowa
Jednoczęściowa – wykonana w alpace. Odznaka ma formę kompozycji składającej się ze strzemienia i czołgu. Na kabłąku strzemienia wpisano numer 2. Wymiary: 46x42 mm. Odznakę projektowali Bronisław Rakowski i Mieczysław Białkiewicz. Wykonanie: F.M. Lorioli Fratelli – Milano – Roma. Odznaki wykonywane były także w srebrze lub metodą odlewu z miękkiego materiału w warsztatach remontowo-naprawczych. Zatwierdzona Dz. Rozk. Dowódcy 2 Korpusu nr 76, poz. 415 z 18 czerwca 1946 r
Oznaka rozpoznawcza
Jasnoszare "ramię pancerne" na podkładzie w kształcie ostrołuku z sukna khaki. Oznaka wzorowana była na głównym motywie przedwojennego znaku pancernego
Proporczyki
Sztab i Kwatera Główna 2 Dywizji Pancernej: proporczyki kroju kawaleryjskiego czarne z białym paskiem przez środek.
Służba Warsztatowa Dywizji: proporczyk kroju kawaleryjskiego niebiesko-pąsowy z żółtym trójkątem.